# Jouqueviel
Jouqueviel település Franciaországban, Tarn megyében. Lakosainak száma 100 fő (2022. január 1.). Jouqueviel Bor-et-Bar, Lescure-Jaoul, La Salvetat-Peyralès, Mirandol-Bourgnounac és Montirat községekkel határos.

## Népesség
A település népességének változása:
| Lakosok száma | 102  | 98   | 100  | 96   | 96   | 96   | 98   | 99   | 100  |
|               | 2013 | 2015 | 2016 | 2017 | 2018 | 2019 | 2020 | 2021 | 2022 |